# Богдан Бабић (диригент)
Богдан Бабић (Загреб, 27. септембар 1921 — Београд, 22. децембар 1980) био је српски и југословенски диригент.

## Биографија
Богдан Бабић је рођен у угледној трговачкој породици у Загребу, од оца Михаила и мајке Видосаве. Од детињства су деца посећивала оперу и музичке концерте. Отац је био обожавалац Рихарда Вагнера, чиме се може тумачити каснија изразита склоност диригента Богдана Бабића према овом немачком композитору - „оцу модерне опере“. Богдан учи клавир, а часове композиције и дириговања похађа код чувеног пијанисте и оргуљаша Фрање Дугана старијег, академика. Добија солидно музичко образовање, које ће касније усавршавати код Крешимира Барановићa (1894-1975), једне од најмаркантнијих личности националног смера у новијој југословенској музици. Такође је блиско сарађивао са великим југословенским и светским диригентом Ловром Матачићем, који је био диригент Првог српског певачког друштва, Београдске опере и Филхармоније, од ког је много научио.

### Окупација
Пред сам рат 1941 Богдану умире отац. Власти Независне државе Хрватске двадесетогодишњег Богдана са братом и мајком, као припаднике српске националности, затварају у Загребачки логор „Сајмиште“, где су одмах почела погубљења. Спашени су тако што су игром случаја депортовани возом за Београд, а убрзо затим у унутрашњост Србије, где је Богдан био на принудном раду у руднику угља Костолац. Рат проводи по логорима и у раду у фабрици.

### Први посао
По ослобођењу Београда 1944. године придружује се ансамблу обновљене Београдске опере, истовремено кад и Барановић, који је постављен за директора опере и Београдске филхармоније. Богдан ради прво као корепетитор и вођа бинске музике, а убрзо затим као диригент, већ у својој 24. години. Његов таленат такође је препознао наш познати композитор и диригент Стеван Христић, који му препушта дириговање свог балета „Охридска легенда“, без претходне пробе, а затим му тадашњи директор опере Оскар Данон поверава дириговање „Севиљског берберина“.
Тако Богдан Бабић постаје незаменљив и поуздан диригент, који је за следећих 35 година рада остварио широк репертоар опера и балета у Народном позоришту у Београду, оперета и мјузикла у Позоришту на Теразијама, те дириговао симфонијским оркестрима и хоровима широм Југославије, и компоновао. Својом огромном енергијом, остваривао је и до невероватних 16 наслова годишње. Подједнако је гајио италијански, савремени и национални репертоар.

## Хор „Бранко Крсмановић“
Све то пада у засенак пред оним што је постигао са хором Београдског универзитета Бранко Крсмановић (од 1949. до 1980. године) који је довео до певачког савршенства и светске славе. Његов кредо у раду са хором су биле речи Рихарда Вагнера: „Децо, стварајте увек ново, ново и ново“. Створио је потпуно нов репертоар и тиме почео нову еру у српској хорској музици.
Убрзо по преузимању хора, 1951. године Богдан Бабић је извео Моцартов Реквијем, тада незамислив потез у једној земљи комунистичке политичке оријентације.
Следе прва места на такмичењима у Југославији, па први излазак из земље и прво место на међународном Фестивалу хорова у Минхену 1954. године, у врло jakoj конкуренцији.
Година 1955. је значајна за хор. Богдан Бабић уводи први пут после Другог светског рата на концертни подијум дела духовне музике Баха, Бетовена, Сен-Санса, америчку музику (црначке духовне песме) и први пут изводи једно дело српске духовне музике ван цркве „Њест Свјат“ (Сви свети) из ОпелаСтевана Стојановића Мокрањца.

## Међународне сарадње
Сарађивао је са највећим оперским и балетским уметницима свог времена. Набројаћемо само највећа имена:
Незаборавне примадоне МЕТ-а и Ла Скале: Елинор Стибер, Ана Мофо, Ђана д'Анђело, Глорија Линд, Бруна Баљони, Мартина Аројо, Вирџинија Зеани, Евгенија Мирошниченко, Евгенија Молдовеану, Елен Николаиди.
Прваци оперског света: Пласидо Доминго, Николај Геда, Марио дел Монако, Франко Корели, Луиђи Отолини, Николае Херлеа, Тито Скипа, Лучано Павароти, Алфредо Садел, Александар Швед, Љубомир Бодуров, Николај Ђауров, Боналдо Ђајоти, Пјеро Капучили, Микеле Молезе, Умберто Борсо.
Балетске звезде: Наталија Дудинскаја и Константин Сергејев („Киров“); Лиан Данде и Мишел Рено („Париска опера“); Раиса Стручкова и Морис Лиепа („Баљшој“); Наталија Бесмертнова и Михаил Лавровски у „Жизели“ и Светлана Берјозова и Џон Филд у „Лабудовом језеру“, звезде из свих европских метропола, на челу са тада највећом признатом балерином Маргот Фонтејн (партнер Мајкл Сомс) из „Лондонског Краљевског балета“. „Маргот Фонтејн је пред целим ансамблом, на крају представе, захвалила Бабићу за пажљиво и усредсређено дириговање. То су биле речи уметнице, која је умела да оцени значај улоге и доприноса диригента њеној игри.“ (из сећања примабалерине Милице Јовановић)

## Интернационална признања
Године 1955. на највећем интернационалном такмичењу у Арецу (Италија), у конкуренцији од 100 хорова, од којих 30 италијанских, хор осваја златне медаље у свим категоријама. У образложењу жирија београдски хор је „најбоље погодио стил и начин извођења италијанске ренесансне музике“. Аплауз жирија трајао је пуних седам минута. После тога мењају се пропозиције такмичења, учешће се ограничава на само 2 категорије, а Богдан Бабић постаје члан жирија.
Настављајући свој неуобичајени музички пут за своје време и средину, 1955. године изводи дело савременог немачког композитора Карла Орфа „Кармина бурана“, студирајући концепцију дела са композитором лично. То дело је извео и на Светском Фестивалу Омладине и Студената 1957. у Москви, са оркестром Бољшој театра, кад је публика „иза гвоздене завесе“ први пут чула једно дело савремене западне музике уопште. Велики композитор Дмитриј Шостакович је био одушевљен, и потрудио се да се то, до тада „непожељно“ дело штампа и изведе, јер је то било време после Стаљинове смрти. Хор је у Москви, после 8 концерата разноврсног репертоара, добио златну медаљу.
Следе Прва места у Ланголену 1956. године, Торину 1957. године, поново у Минхену 1958. године и у Бечу 1959. године, где изводи Моцартов "Реквијем".
Године 1960. хор одлази на Прву турнеју у Америку (САД и Канада), где доживљава огроман успех, поновљен већ следеће 1961. и укупно шест пута, 1965, 1968, 1971. и 1976, под руководством Богдана Бабића, на преко 500 концерата, укључујући Карнеги Хол у Њујорку, као први аматерски ансамбл, који је тамо до тада наступио. Генијалним избором разноврсног репертоара, хор је „запалио“ америчку публику, и одушевио и најстроже критичаре, који пишу да: „Богдан Бабић с правом заслужује признање једног од највећих живих хорских диригената.“ (Газет Тајмс, Орегон), „Сад је јасно зашто овај хор осваја само прве награде на светским такмичењима, зато што је сјајан.“ (Њујорк Тајмс), „Богдан Бабић има хор којим он и његова земља могу да се поносе.“(Вашингтон Пост), „Југословенски хор заслужује епитет величанствен.“ (Њујорк Тајмс).

## Опус
Године 1963. Богдан Бабић припрема са хором Вердијев „Реквијем“, који после београдске премијере, 1964. иде у Стокхолм на „Стокхолмски Фестивал“, где наступа са диригентом Сикстеном Ерлингом и солистима Метрополитен опере, међу којима су Биргит Нилсон и Ким Борг, највећи певачи тог времена. Сви су они изразили највеће комплименте хору и диригенту који га је припремио. Богдан Бабић је дириговао и један а капела концерт. Све је преносио шведски радио, а штампа је наступ окарактерисала као „највећи музички догађај у последњих пет година“.
1965. хор изводи оперу Михаила Глинке „Иван Сусањин“ прво у Београду, а затим на Берлинском фестивалу, са Београдском филхармонијом и диригентом Живојином Здравковићем, директором Филхармоније. Велики Карајан је стојећи аплаудирао, уз повике из публике „Браво Славени“. Слично се десило и 1968. када је у Дубровнику велики Зубин Мехта стојећи аплаудирао и викао „бис“, после Вердијевог „Реквијема“.
1968. Светски фестивал омладине и студената у Истанбулу, Источна Немачка (Дрезден) и Бугарска (Светски фестивал омладине и студената, Софија 1968).
1972. диригује „Мису Солемнис“ Бетовена, најзахтевније Бетовеново дело, које изводе само најбољи професионални хорови. То дело, као и Вердијев „Реквијем“, хор је безброј пута изводио са разним професионалним ансамблима и познатим диригентима у свету, али увек онако како их је маестро Бабић учио. После Бабићеве смрти хор није изводио „Мису“.
1973. Варна, прво место на међународном такмичењу хорова .

## Гостовања
После првог изласка у Европу (Минхен 1954), Богдан Бабић исте године добија позив да диригује симфонијским оркестром Јужнонемачког радија у Штутгарту, где је наступио са делима словенских композитора (Сметана, Шостакович).
- 1955 у Хановеру диригује Хановерском филхармонијом дела Моцарта и Хајдна. Исте године гостује у Анкари са Београдским балетом (мешани програм, Барановић, Маркиан Фролов, Коњовић).
- 1956: Хановер, Доњесаксонски симфонијски оркестар (Моцарт, Хајдн, Телеман).
- 1957: Цирих (Швајцарска), Београдски јеврејски хор (М. Лаври: „Хора“).
- 1960: Лече (Италија), гала концерт првака београдске опере, које на клавиру прати Богдан Бабић.
- 1960: Варшава, опера „Коштана“ од Коњовића.
- 1961: Румунија (Букурешт, Плоешти, Пјатра Њамц, Брашов, Синаја) турнеја од 12 дана са хором.
- 1962: Италија (Рим, Торино), Бах, Орф, са академским хором и оркестром.
- 1964: Јапан, са Токијском филхармонијом, у Токију и Осаки, Б. Бабић за 8 дана диригује 8 балетских представа класичног и модерног балета.
- 1964: Стокхолм, концерт са хором а капела на Стокхолмском краљевском фестивалу.
- 1965: Праг, концерт хора са америчким програмом у еминентној "Сали уметника" уз ТВ пренос.
- 1969: Каиро, Београдска опера са балетом уз пратњу оркестра Каирске опере, извела неколико представа („Норма“, „Дон Кихот“).
- 1972: Женева, са оркестром швајцарског радија, диригује дела Глинкe и Чајковског.
- 1972: Трст, концерт хора.
- 1972: Варна (Бугарска), гостовање хора.
- 1972: Монтре (Швајцарска), гостовање хора.
- 1973: Женева, „Миса Солемнис“ (Бетовен), са Женевским симфоничарима.
- 1973: Варна (Бугарска), хор осваја прво место на такмичењу.
- 1974: Норвешка, Шведска, Финска, турнеја са хором.
- 1974: Анкара, гостовање Београдске опере (Пајаци, Кавалерија рустикана).
- 1974: Швајцарска турнеја, Енгл, Ст. Мориц, (Литургија Св. Јована Златоустог од Чајковског, Миса Криоља од Рамиреза).
- 1975: Варна (Бугарска)
- 1975: Трст, два пута (Копар, Порторож)

Богдан Бабић је, као један од најистакнутијих југословенских диригената, традиционално гостовао на свим еминентним музичким фестивалима у земљи, као што су Дубровачке летње игре, Сплитско лето , Хварски Фестивал, Охридско лето, Нишке хорске свечаности, Мермер и звуци (Аранђеловац), Слободиште (Крушевац), Вуков сабор у Тршићу, који се нису могли замислити без његовог присуства, као и у Загребу, Љубљани, Марибору, Грацу, Сарајеву, Скопљу, и свим музичким манифестацијама у земљи и региону.

## Амбасадор културе
Велике су заслуге Богдана Бабића за културу наше земље. Пронео је славу Југославије у свету, као прави културни амбасадор. Он је бирао, припремао и дириговао сложена дела светског репертоара, од непревазиђених Баха, Бетовена и Моцарта, Росинија, Берлиоза, Вердија, Вагнера, Дворжака, Глинке, Орфа, Бритна, Хиндемита, Стравинског, Даријуса Мијоа, Вилијема Волтона, Бернштајна, до Рамиреза.
Рамирез (1921-2010) је „Мису“ написао 1964. године на шпанском и на бази јужноамеричког фолклора. После великог окршаја са Ватиканом, извео ју је у „Теaтро Колон“ у Буенос Ајресу (Аргентина), баш кад је тамо гостовала наша примадона светског гласа Бисерка Цвејић. Она је ступила у везу са композитором и причала о диригенту Бабићу и његовом раду са хором. Композитор је дао ноте да донесе у Београд, где је изведена 1968. године, први пут од стране једног страног ансамбла. То је одмах постао „хит“ и заштитни знак Хора до данас.

## Промоције
Списак значајних дела светске музичке баштине која је Богдан Бабић извео први пут код нас, а већину и једини:
- Вофганг Амадеус Моцарт: Реквијем, са хором и оркестром „Бранко Крсмановић“, 1951.
- Карл Орф: Кармина Бурана, са групом музичара, 1955. први део триптиха „Тријумфи“.
- Паул Хиндемит: Песма нади, кантата (на стихове Пола Клодела), изузетно тешко дело модерне музике (додекафонија), компонована 1953, a изведена већ 1955. поводом десетогодишњице Уједињених нација.
- Карл Орф: „Тријумф Афродите“, 1957. други део триптиха.
- Антоњин Дворжак: Стабат Матер, кантата за сопран, тенор, алт, бас и хор, 1957.
- Виљем Волтон: Балтазарова гозба, кантата за хор, баритон соло и оркестар (са Београдском Филхармонијом), 1959.
- Рихард Вагнер: „Танхојзер“, опера, концертно извођење са Београдском филхармонијом и солистима Радмилом Бакочевић (сопран) и Душаном Поповићем (бас), 1959.
- Виљем Волтон: Балтазарова гозба, ораторијум за хор, баритон соло и оркестар (са Београдском Филхармонијом), 1959.
- Лудвиг ван Бетовен: „Фиделио“, опера, концертно извођење са солистима, хором и Београдском филхармонијом, 1960.
- Сергеј Прокофјев: Александар Невски, кантата за соло, хор и оркестар (са Београдском Филхармонијом), 1960.
- „Катули Кармина“ (песме римског песника Катула), трећи део триптиха, 1960.
- Хектор Берлиоз: Ромео и Јулија, драмска симфонија за сола, хор и оркестар (Београдска Филхармонија, соли Бисерка Цвејић и Бодуров), 1961.
- Ђузепе Верди: Реквијем, 1963.
- Леонард Бернштајн: „Кандид“, мјузикл, по Волтеровом роману, концертно извођење са Београдском филхармонијом, 1963.
- Даријус Мијо: Хоефоре, кантата за рецитатора, сола, хор и оркестар, на текст „Орестија“ од Есхила из 458. године п. н. е, 1964.
- Рихард Штраус: Тако је говорио Заратустра (са Београдском филхармонијом), 1964.
- Михаил Глинка: Иван Сусањин, опера, 1965.
- Игор Стравински: Симфонија Псалама, ораторијум за сола, мешовити и дечији хор и оркестар, (са Београдском филхармонијом), 1965.
- Ђоакинo Росини: Стабат Матер, за сола, хор и оркестар, 1966.
- Вече Вагнера са Београдском филхармонијом: соло песме у извођењу Ђурђевке Чакаревић, одломци из опера Лоенгрин, Валкире, и Парсифал, са Живаном Сарамандићем, 1967.
- Ариел Рамирез: Миса креолска, за сола, хор и јужноамеричке фолклорне инструменте, 1968.
- Лудвиг ван Бетовен: Миса солемнис за сола хор и оркестар (са Београдском филхармонијом) 1972.

## Домаћа сцена
Задужио је српску и југословенску музику бројним премијерним извођењима опера, ораторијума и хорских дела наших композитора: Најпознатија је његова интерпретација Тајчевића, „Четврти духовни стих“, познатији по првом стиху „Воспојте Господи“ (прво извођење), Светомира Настасијевића „Први српски устанак“, на текст нашег великог песника Момчила Настасијевића и опера „Ђурађ Бранковић“, Вукдраговића („Везиља слободе“ по Ћопићу, „Србија“ по Давичу, „Светли гробови“ по Змају и „Симфонијска медитација“), Биничког („Hа Дрину“ свечани марш), Славенског („Симфонија оријента“, „Вода звира“, „Молитва добрим очима“), Матетића-Роњгова („Роженице“, „Ћаће мој“), Коњовића („Коштана“, „Симфонијски триптихон“), A. Обрадовића („Симфонијски епитаф“), Барановићa („Горан, визије песника“, „Расло је коријење“), Душана Костића („Отаџбина“), Даворина Јенка („Косово“), Љубомира Бошњаковића („Албанска голгота“, „Село моје убаво“), Милоја Милојевића, Готовца, Аксентија Максимовића, Јована Пачуа, Рафаила Блама, Косте Манојловића, Хекторовића, Бердовићa итд, као и својим Хорским свитама. Први је извео српску музику раног средњег века (Стефан Србин, Монах Исаија), што је за западну публику била права атракција. Хор је певао на скоро свим језицима света.

## Педагошки рад
Богдан Бабић је утро пут својим наследницима. Најбољи пример је диригент Даринка Матић Маровић, која је после Бабићеве смрти наставила да ради са хором „Обилић“. Највећи део хорског репертоара чине дела која је одабрао Богдан Бабић, јер то су непревазиђени „хитови“, а она им је продужила живот.
Kao асистенти Богдана Бабића, учећи од њега, почели су своју будућу успешну каријеру Александар Вујић и Душан Максимовић Думакс, који су се прославили као хорски диригенти и композитори; Павле Медаковић, диригент Београдске филхармоније и оркестра војске „Бинички“; Јурај Ферик, који је самостално водио хор „Крсмановић“ на турнеје у Пољску, Русију и Украјину (СССР), дириговао на Нишким хорским свечаностима и био шеф хора Новосадске опере и оркестра Радио Новог Сада.
Такође треба поменути и корепетиторе и сараднике Александра Коларевића и Драгана Радивојевића, будуће професоре Музичке Академије у Београду, који су и сами касније помагали младим уметницима. Димитрије Стефановић, један од првих асистената, а касније шеф музичког одељења САНУ, проучавао је и припремао дела српске средњовековне музике, која је хор презентовао у свету као посебну вредност наше културне баштине.
На припремама Моцартовог Реквијема озбиљно се ангажовао, поред Д. Стефановића и Војислав Симић, диригент и композитор, касније наша легенда џез музике
Подједнако је важан педагошки рад Б. Бабића са певачима. Умео је непогрешиво да запази посебно талентоване певаче у хору „Крсмановић“, као и у хору Опере, да их усмери на школовање гласа и на професионалну каријеру, радећи и сам са њима. Тако су уз његову подршку почеле и будуће примадоне и прваци опере као: Бисерка Цвејић, Радмила Бакочевић, Бреда Калеф, Милка Стојановић, Александра-Дуда Ивановић, Олга Милошевић, Гордана Којадиновић, Светлана Бојчевић, Бранка Поповић-Камбасковић, Етела Пиха, Звонимир Крнетић, Миле Петровић (тенор) и Миле Петровић (бас), Небојша Маричић, Зоран Александрић, Јово Рељин, Слободан Станковић, сви прваци опере, као и хорски солисти дивних гласова и изузетне музикалности: Бранислав Симоновић, Стојан Стаменковић, Драгољуб-Дика Ђорђевић, непревазиђени интерпретатор црначких духовних песама, Милена Несторовић, и други.
Велики музички таленат маестра Бабића пратила је готово неисцрпна енергија. Он је пуном снагом радио у опери и у исто време био потпуно посвећен хору „Крсмановић“. Зато је и „сагорео“ пре времена.
Богдан Бабић је преминуо у Београду, 22. децембра 1980, у 59. години живота. Сахрањен је у Алеји заслужних грађана, уз тужну песму чланова хора свих генерација.
У центру Београда, на простору између Балканске и Призренске улице, 22. децембра 2014. године отворен је „Плато Богдана Бабића“.

## Опере и балети у Народном позоришту у Београду
Списак опера и балета којима је дириговао Богдан Бабић у Народном позоришту у Београду, од 1945–1980. године:
1. Валпургиска Ноћ („Фауст“) — Гуно и Болеро (Равел), 1947.
2. Копелија — Делиб, 1948.
3. Ромео и Јулија — Прокофјев, 1948.
4. Севиљски берберин — Росини, 1949.
5. Риголето — Верди, 1950.
6. Лабудово језеро — Чајковски, 1951. (Маргот Фонтен 1954)
7. Бастијен и Бастијена — Моцарт, 1951.
8. Доктор и апотекар — Хајдн, 1951.
9. Бал под маскама — Верди, 1951.
10. Тоска — Пучини, 1951. (1972. са П. Домингом)
11. Пајаци — Леонкавало, 1952.
12. Вилинска краљица — Персел, 1953.
13. Травијата — Верди, 1953. (Ана Мофо 1969)
14. Аида — Верди, 1954.
15. Сутон — Христић, 1954.
16. Манон — Масне, 1954.
17. Дон Карлос — Верди, 1955.
18. Дон Жуан — Моцарт, 1955.
19. Боеми — Пучини, 1955.
20. Учија од Ламермура — Доницети, 1957.
21. Девојка са запада — Пучини, 1958.
22. Коштана — Коњовић, 1960.
23. Фауст — Гуно
24. Продана невеста — Сметана
25. Аналфабета — И. Л. Калински
26. Кармен — Бизе, 1960. (дел Монако)
27. Мадам Батерфлај — Пучини, 1962.
28. „1941“ — Логар, 1966.
29. Манон Леско — Пучини
30. На уранку — Бинички (1903), 1968.
31. Гостовање у Каиру 1969.
32. Дон Кихот — Масне, 1970.
33. Норма — Белини, 1970. (дел Монако)
34. Љубавни напитак — Доницети, 1971.[6]
35. Порги и Бес — Гершвин, 1971.
36. Кармина Бурана — Орф, 1973.
37. Замак плавобрадог — Барток, 1974.
38. Вертер — Масне, 1973.
39. Еро с оног свијета — Готовац, 1974.
40. Ђурађ Бранковић — Настасијевић, 1977.
41. Кавалерија рустикана (Маскањи) и Пајаци (Леонкавало), 1977.[7]
42. Андре Шеније — Ђордано, 1978.
43. Еро и Охридска легенда у Москви 1979.

### Од 1957—1979. године
Од 1957—1979. од 16 балета, 12 премијера:
1. Успавана лепотица — Чајковски
2. Лицитарско срце — Барановић
3. Жизела — Адам, 1957.
4. Силфиде — Шопен и Плава птица — Чајковски, 1957.
5. Ђаво на селу — Ф. Лотка, 1958.
6. Жар птица — Стравински, 1960.
7. Сусрет у Луисвилу — Ибер, и Вибрације, 1960.
8. Бахчисарајска фонтана — Асафјев, 1961.
9. Чудесни мандарин — Барток, 1963.
10. Љубав чаробница и Краљица острва, 1963.
11. Симфонијски триптихон — Коњовић
12. Пепељуга — Прокофјев, 1963.
13. Човек пред огледалом — Келемен, 1964.
14. Симфонија — Бизе, 1964.
15. Пољубац Виле — Стравински
16. Напуштене — Келемен, 1964.
17. Класична Симфонија — Прокофјев, 1965.
18. Бајадера и Шчелкунчик (одломци), 1966.
19. Шеста Симфонија — Чајковски, 1968.
20. Себастијан — Меноти, 1968.

## Оперете у Савременом позоришту
Оперете које је дириговао у „Позоришту на Теразијама“ тада „Савременом позоришту“:
1. Бокачо — Супе, 1956.
2. Златна долина — Дунајевски, 1958.
3. Пустите ме да певам — Порумбеску, 1959.
4. Сензација у Лондону (Новчаница од 1.000.000$) — Х. Каван, 1959.
5. Љубав у Москви — Шостакович, 1964.
6. Мала Флорами — Тијардовић, 1964.
7. Оклахома — Р. Роџерс, 1966.
8. Свадба у Малиновки — Александров, 1967.

## Награде
1. Диплома и златна медаља 6. Интернационалног фестивала младих за високо уметничко мајсторство показано на концертима фестивала и за победу на конкурсу аматерских хорова, Москва 1957.
2. Октобарска награда Савета за културу Скупштине града Београда за најбоље достигнуће из области науке и уметности, Београд 1963.[1]
3. Диплома Савеза културно уметничких друштава Београда за освојено 1. место на 9. фестивалу културно уметничких друштава у част прославе 20-годишњице ослобођења Београда, Београд 1964.
4. Златна значка Савета Народног позоришта у Београду као знак признања за 20-годишњу активност у Народном позоришту, Београд 1968.
5. Вукова награда Културно просветне заједнице Србије за изузетан допринос развоју културе у Социјалистичкој републици Србији, Београд 1971.[1]
6. Диплома 7. међународног мајског фестивала хорова Варна '73, Варна 1973.
7. Орден заслуга за народ са сребрним зрацима, 1973.

Најзначајније награде и признања Академског хора „Бранко Крсмановић“ у периоду диригентске делатности Богдана Бабића:
1. Фестивал студентских хорова, Минхен 1954.
2. Прва награда у све три категорије на Трећем међународном такмичењу полифоне музике у Арецу (Италија), 1955.
3. Прва награда на Интернационалном музичком фестивалу у Ланголену (Велс, Велика Британија), 1956.
4. Златна медаља на Шестом светском фестивалу омладине и студената (Москва, СССР), 1957.
5. Прва награда на Великом такмичењу хорова европских земаља (Минхен, Немачка), 1958.
6. Златна медаља на Седмом светском фестивалу омладине и студената (Беч, Аустрија), 1959.
7. Прва награда на Југословенском такмичењу хорова поводом 50. Годишњице смрти Стевана Мокрањца, Београд 1964.
8. Прва награда и диплома за интерпретацију на бугарском језику на Међународном хорском фестивалу, Варна 1973.
9. Златна плакета Савеза композитора Југославије, „Мокрањчеви дани“, Неготин 1975.
10. Награда АВНОЈ-а, 1977.

## Критике
- Бостон, Масачусетс, 1965.

Они су чланови хора „Бранко Крсмановић“ из Југославије. Немојте то никако пропустити. Никада овде нисмо имали ништа слично овим певачима.
- Ванкувер, Канада, 1965.

Диригент Богдан Бабић управљао је хором као оргуљама ... и изградио огромну грађевину звука.
- Вашингтон, Д. С, 1965.

Богдан Бабић је синоћ у Конститјушн Холу водио хор „Бранко Крсмановић“ из Југославије кроз још једну бриљантну демонстрацију хорског певања...
- Боасe, Ајдахо, 1968.

Уживали смо у дивним гласовима и величанственом диригенту Богдану Бабићу.
- Атланта, Џорџија, 1968.

Хор „Бранко Крсмановић“ је свакако један од најбољих хорова на свету ... Један несвакидашњи, савршено моћан инструмент ... који изванредно дисциплиновано реагује на захтеве свог диригента Богдана Бабића.
- Булдер, Колорадо, 1968.

Била је то ноћ великог музичког уживања у овој сезони. Богдан Бабић успешно доноси музичку лепоту разних стилова у дивно одабраном програму...
- Њупорт, Роуд Ајланд, 1971.

Хор „Бранко Крсмановић“ приказао је концерт који се памти ... делови Мокрањчеве „Литургије“ имали су небески квалитет ... Богдан Бабић је имао потпуну контролу над сваким тоном.
- Ленсдејл, Пенсилванија, 1971.

Богдан Бабић не само да управља групом као хипнотизер, него и публику диже на ноге.
- Лондон, Канада, 1971.

Концерт је био празник, а „кривац“ је Богдан Бабић, који потпуно влада овим хором ... Богдан Бабић је је један од ретких хорских генија, који се могу избројати на прсте.
- Солт Лејк Сити, Јута, 1971.

Тако надахнуто и стилско певање нисмо одавно чули. Хор „Бранко Крсмановић“ је потврдио своју репутацију стечену у САД још 1965. године. Његов диригент је један од највећих хорских диригената данашњице. Бљештави сјај и врели темперамент обележили су генијалност Бабићеве обдарености.
- Сијетл, Вашингтон, 1971.

Овај хор има свеж и запањујући тон којим неприкосновено влада Богдан Бабић.
- Ванкувер, Канада, 1971.

Певачи Богдана Бабића даровали су нам музику која је дирала срце и уздизала дух.
- Деријен, Конектикат, 1976.

Гласови највишег ранга једног од водећих светских хорова, под вештом руком Богдана Бабића, производили су дивне хармоније са нервом, одушевљењем и заносом, како могу само чувени ансамбли.

## Галерија
- Пријем код Јосипа Броза у Клубу посланика на Дедињу, 1961. год, после повратка из Америке